# 我們成為家人了
《我們成為家人了》為韓國Mnet於2021年12月6日起播出的綜藝節目，由孫昊永、藝聲、宥斌、徐恩光、林娜榮、賢在、姜惠元、肖俊、Hendery、揚揚、李大輝和金康勳出演。節目講述成爲家人的K-POP明星和演員們的真人實境秀。
台灣由KKTV跟播。

## 節目成員
| 姓名    | 姓名 | 出生日期 （年齡） | 職業                               |
| 漢字    | 諺文 | 出生日期 （年齡） | 職業                               |
| ------- | ---- | ----------------- | ---------------------------------- |
| 孫昊永  |      | 1980年3月26日     | 歌手（g.o.d）、演員                |
| 藝聲    |      | 1984年8月24日     | 歌手（Super Junior）、演員、主持人 |
| 宥斌    |      | 1988年10月4日     | 歌手                               |
| 徐恩光  |      | 1990年11月22日    | 歌手（BTOB）、舞者、音樂劇演員     |
| 林娜榮  |      | 1995年12月18日    | 歌手、演員                         |
| 賢在    |      | 1997年9月13日     | 歌手（THE BOYZ）                   |
| 姜惠元  |      | 1999年7月5日      | 歌手、演員                         |
| 肖俊    |      | 1999年8月8日      | 歌手（NCT、WayV）、演員            |
| Hendery |      | 1999年9月25日     | 歌手（NCT、WayV）、演員            |
| 揚揚    |      | 2000年10月10日    | 歌手（NCT、WayV）、演員            |
| 李大輝  |      | 2001年1月29日     | 歌手（AB6IX）                      |
| 金康勳  |      | 2009年6月7日      | 演員                               |

## 外部連結
- 我們成為家人了的Instagram帳戶
- 我們成為家人了[]－韓國探索頻道
- Daum上《我們成為家人了》的資料